# Centro Editor de América Latina
El Centro Editor de América Latina (CEAL) fue una editorial argentina fundada en 1966, durante la dictadura de Juan Carlos Onganía, por Boris Spivacow. La editorial funcionó hasta 1995, año en que tuvo que cerrar sus puertas. El CEAL se caracterizó por tres cuestiones fundamentales: la excelente calidad de quienes escribían y organizaban las colecciones, su precio económico y accesible para amplias capas sociales y por su escasa rentabilidad económica. El equipo del CEAL estuvo conformado por el diseñador Oscar Díaz, Beatriz Sarlo, Aníbal Ford, Horacio Achával, Graciela Montes, Susana Zanetti y Jorge Lafforgue. La editorial funcionó en Piedras 83, Capital Federal, en Av. de mayo de 1365, en Cangallo 1228, en Rincón 87, en Junín 981, en Tucumán 1736 y en Agüero N° 2500 esquina O’Higgins, Avellaneda. El 26 de junio de 1980 se llevó a cabo una quema de libros en la cual se incineraron la mayor parte de los libros de la editorial, en una salvaje operación de la dictadura militar de Argentina.

## Cronología
Cronología con sucesos y colecciones importantes.
- 1966. Spivacow funda el Centro Editor de América Latina, con escasos capitales aportados por amigos y en un departamento prestado. Las primeras colecciones son Libros de la luciérnaga y Serie del encuentro.
- 1967. Comienzan las colecciones Capítulo. La historia de la literatura argentina. Biblioteca argentina fundamental; Cuentos de Polidoro; Libros de Buenos Aires; Libros de las provincias; Singular. Diccionario enciclopédico de las artes; Enciclopedia de historia de la ciencia; Enciclopedia del pensamiento esencial; Enciclopedia literaria; Psiquiatría social; Libros de mar a mar; Mio Cid. Biblioteca fundamental de la lengua española, colección que quedará trunca con sólo dos títulos publicados. La editorial funciona en Av. de mayo de 1365.
- 1968. Comienzan las colecciones: Biblioteca de economía; Biblioteca de filosofía y derecho; Biblioteca de literatura; Biblioteca de psicología; Biblioteca general; Capítulo oriental. La historia de la literatura uruguaya; Capítulo universal. La historia de la literatura mundial / Biblioteca básica universal.
- 1969. Apresan a Josefina Delgado, Pepita, durante algunos meses, a Aníbal Ford durante dos meses, y a Francisco Ferrara. Spivacow continuará pagándole el sueldo a Ferrara; a Pepita sus compañeros le mandan cartas a la cárcel. Comienza la colección Cuadernos latinoamericanos de educación; Cuadernos latinoamericanos de sociología. Se interrumpe la Enciclopedia de historia de la ciencia, dirigida por José Babini. Onganía prohíbe la colección Siglomundo. La historia documental del siglo XX.
- 1970. Onganía ratifica la prohibición sobre Siglomundo. Se lanzan las colecciones Polémica. Primera historia argentina integral, Biblioteca fundamental del arte; La historia popular. Vida y milagros de nuestro pueblo. La editorial comienza a funcionar en Piedras 83.
- 1971. Comienzan las colecciones Biblioteca fundamental del hombre moderno; El cuento ilustrado; Historia de América del Siglo XX; Capítulo. Narradores de hoy; Transformaciones. Enciclopedia de los grandes fenómenos de nuestro tiempo.[1] Desde 1971 a 1973, la editorial funciona en Cangallo 1228.
- 1972. Se inauguran las colecciones Diez años de polémica. 1962-1972: los hechos, los hombres; Documentos de polémica; Historia del movimiento obrero. Se reedita el título Martín Fierro de José Hernández, con ilustraciones de Roberto Páez y estudio preliminar y notas de Andrés Avellaneda.
- 1973. Se lanzan las colecciones Transformaciones en la historia presente; Transformaciones en el Tercer Mundo y Nueva enciclopedia del mundo joven. Esta última colección comienza a ser vigilada por SIDE, se incluye en la Causa iniciada en 1978 contra el Centro y es una de las incineradas por la policía en 1980. Se reinicia la colección de Siglomundo bajo el nombre Nuevo Siglomundo, pero esta vez sin los documentos complementarios. Hasta 1974 la editorial funcionará en Rincón 87.
- 1974. La Triple A secuestra y asesina a Daniel Luaces, trabajador del Centro Editor de América Latina. Congoja en el Centro. Comienza la colección El país de los argentinos. Geografía regional argentina.
- 1975. Colecciones: Grandes éxitos; Pueblos, hombres y formas en el arte. En este año comienza a trabajar en el Centro Heber Cardoso luego de escapar de Uruguay, perseguido por la dictadura militar uruguaya.
- 1976. Los militares toman el poder y comienza la Dictadura Cívico-Militar. Comienza a trabajar en el Centro Miguel Palermo. Colecciones: Biblioteca total y Los cuentos de Chiribitil.
- 1977. Se reeditan la serie de Cuentos de Polidoro. La editorial empieza a funcionar en Junín 981 hasta 1987.
- 1978. Los militares incautan materiales y apresan a catorce empleados del Centro Editor por infracción de la Ley 20.840. Spivacow se declara como único culpable. Sale la 2.ª edición de Biblioteca Básica Universal y comienza a editarse Historia universal de la ciencia y de la técnica.
- 1979. Oscar Troncoso es hallado culpable de plagio y encarcelado en la cárcel de Devoto. Se lanza la segunda edición de Capítulo. La historia de la literatura argentina. Biblioteca argentina fundamental, que amplía la colección iniciada en 1967. Aparecen además las colecciones El país de los argentinos. Primera historia integral y La nueva biblioteca.
- 1980. Se publican las colecciones Artistas argentinos del Siglo XX; El país de los argentinos. Documentos para la primera historia integral. Oscar Troncoso cumple su condena y sale de Devoto. El CEAL debe cumplir con la condena dictada por el juzgado de La Plata de quemar los libros cuestionables. La quema se produce en Sarandí, el 26 de junio de 1980.
- 1981. Colecciones: Atlas total de la República Argentina y La vida de nuestro pueblo. Una historia de hombres, cosas, trabajos, lugares.
- 1982. Se publica el libro Obras escogidas de Oscar Varsavsky, de una colección que nunca salió: Figuras de América.
- 1983. Lanzamiento de la colección Historia testimonial argentina. Documentos vivos de nuestro pasado y La tierra entera.
- 1984. Comienza la colección la Biblioteca política argentina; la colección Bibliotecas Universitarias y se publica el libro Argentina 1983.
- 1985. Nueva reedición de Cuentos de Polidoro. Lanzamiento de la colección Universidad abierta. Spivakow tiene su primer infarto y en julio de ese mismo año tiene el segundo infarto.
- 1987. Se edita la colección Capítulo. Biblioteca argentina fundamental. Serie de los escritores argentinos; Los grandes poetas y Fauna argentina.
- 1988. Colecciones: Los libritos del Centro Editor; Conflictos y procesos de la historia argentina contemporánea; Papeles políticos. La colección Fauna argentina llega a su fin.
- 1990. Se reedita Historia del movimiento obrero.
- 1991. Se edita Del Topito Birolo y de todo lo que pudo haberle caído en la cabeza; se lanzan las colecciones: Biblioteca básica argentina; Los fundamentos de las ciencias del hombre.
- 1992. Colección: El cuento argentino contemporáneo.
- 1993. Colecciones: Los directores del cine argentino y Serie de la cuerda roja. Comienza a funcionar en la dirección Tucumán 1736.
- 1994. Fallece Boris Spivakow.
- 1995. La editorial debe cerrar sus puertas frente a la inminente quiebra económica.
- 2001. La Cámara Argentina del Libro le rinde homenaje a Spivakow en conmemoración de la quema de libros de 1980.
- 2006. La Biblioteca Nacional bautiza a una de sus plazas con el nombre Boris Spivakow. Comienza el trabajo de recuperación de la bibliografía histórica del CEAL.
- 2008. La Legislatura porteña le otorga a los hijos de Spivakow una placa conmemorativa en reconocimiento de la labor llevada a cabo por su padre. La Biblioteca Nacional edita el catálogo del CEAL.

## Primeros años
En 1958, Boris Spivacow había sido designado como director general de la Editorial Universitaria de Buenos Aires, donde ejerció hasta 1966. El 29 de julio de 1966, el gobierno de facto de Juan Carlos Onganía sanciona el decreto ley 16.912, que determina la intervención de la Universidad de Buenos Aires, prohíbe la actividad política en las facultades y anula el gobierno tripartito (integrado por graduados, docentes y alumnos). Los integrantes de la comunidad académica deciden protestar en contra del decreto ley de manera pacífica y la policía los reprime, en los episodios que se conocen como la Noche de los Bastones Largos. A raíz de esta represión brutal, muchos docentes e investigadores deciden renunciar a sus cargos. Spivacow presenta su renuncia a la Editorial Universitaria de Buenos Aires el 3 de agosto de ese mismo año, es decir, sólo cuatro días más tarde de la represión.
En septiembre de ese mismo año se encuentra formulando el proyecto de lo que sería el Centro Editor de América Latina. Convoca a amigos y conocidos para que aporten sus capitales en el Centro, que comenzó con una escasa cantidad inicial de dinero. Spivacow aglutinó a muchas de las personas que, a partir de la represión de Onganía y al igual que él, habían decidido renunciar a sus cargos en EUDEBA. En 1967 la editorial lanza su colección estrella: Capítulo. La historia de la literatura argentina.

## Circuito de distribución
Las colecciones del Centro Editor de América Latina circulaban mayormente en circuitos poco tradicionales de venta: primero llegaban a los kioscos de diarios y revistas y luego, en segunda mano, podían llegar a venderse en librerías. Generalmente los libreros eran reacios a vender los libros del CEAL en sus negocios, dado que el bajo costo de los libros implicaban una competencia para el resto de los libros. En este sentido, Spivacow mantuvo en CEAL la misma premisa que lo guio en EUDEBA: los libros no debían ser objetos de lujo, eran una necesidad primaria y por lo tanto debían tener un bajo costo que permitiera su alcance a la mayor cantidad de gente posible. El CEAL adoptó como política de distribución esta modalidad porque Spivacow entendía que "la política de distribución no es otra cosa que una política social y cultural". El CEAL fue una de las primeras editoriales en hacer publicidad en la televisión o en medios poco convencionales, tales como propagandas callejeras.

## Importancia cultural
El Centro Editor fue un importante polo de atracción cultural que reunió a los principales intelectuales argentinos de la década de los 1960-1970. Allí escribieron David Viñas, Ismael Viñas, Noé Jitrik, Josefina Ludmer, entre otros. Los libros del CEAL permitieron la aparición de numerosos intelectuales en la vida cultural argentina, y sus libros influyeron sobre múltiples generaciones de niños y adultos, que crecieron con las colecciones del CEAL. Según Horacio Tarcus,

«Insurrexit, Rodolfo Alonso, Signos, Pasado y Presente, La Rosa Blindada, Galerna, Tiempo Contemporáneo, De la Flor y Centro Editor de América Latina se contaron entre las experiencias editoriales que contribuyeron de modo decisivo a crear el clima político-intelectual de la nueva izquierda de fines de los años sesenta y principios de los setenta». Horacio Tarcus.

### Estudios africanos
El Centro Editor de América Latina fue pionero en ingresar literatura y estudios africanos dentro de Argentina. En la colección Siglomundo. La historia documental del siglo XX, incluyó tres títulos sobre África. Dos de Norberto Vilar  uno denominado África ocupada, que venía con un mapa desplegable de África en 1914, y el otro África colonizada, con un cuaderno ilustrado sobre la guerra de Etiopía. El tercero fue una obra de Carlos Martínez denominada África: independencia y neocolonialismo. En la Biblioteca fundamental del hombre moderno,  Francisco Ferrara elaboró una selección, introducción y notas para dar origen al libro Asia y África: de la liberación nacional al socialismo, y la colección incluyó también un título de María Elena Vela de Ríos sobre África, botín del hombre blanco (1972) y una compilación de textos realizada por Ferrara llamada Revolucionarios de tres mundos, donde participaron Vela de Ríos, Noel Barbú y Carlos María Gutiérrez. En Transformaciones: Enciclopedia de los grandes fenómenos de nuestro tiempo, Vela de Ríos publicó África, de la liberación al presente (1972). En Capítulo universal. La historia de la literatura mundial, el número 78 de la colección contó con África para La historia de la literatura mundial. El fascículo crítico, elaborado por Estela dos Santos, versaba sobre Las literaturas del África negra (1970), y el título de la Biblioteca básica universal era una selección de Poesía y prosa del África negra realizada también por Estela dos Santos. En la colección Historia del movimiento obrero se editaron dos obras de Marta Cavilliotti, África del Norte: liberación nacional y movimiento obrero y África Negra: movimiento obrero y liberación nacional del Sahara al Zambezi. En Transformaciones del Tercer Mundo, colección que estaba centrada sobre el Tercer Mundo (Asia, África y América Latina), se publicó Asia y África contra el colonialismo, de Diana Guerrero y C. Ceretti, y El presente de África, de Carlos Martínez. En Transformaciones. Enciclopedia de los grandes fenómenos de nuestro tiempo María Elena Vela de Ríos publicó también La revolución africana (1970), y Miguel Ángel Palermo publicó en Pueblos, hombres y formas en el arte, las obras Trabajos en metal. Arte popular africano y Arte popular africano. La escultura. Esto dio origen al Tomo 22 sobre Arte popular africano, que incluyó también una obra de Ana María Dupey titulada Las máscaras. En 1971, en Los hombres de la historia, Vela de Ríos publicó Lumumba, sobre la vida de Patrice Lumumba, que volvería a publicarse en Transformaciones en el Tercer Mundo, y Malcolm X, sobre la vida de Malcolm X; en 1973, en Transformaciones en Tercer Mundo, una obra llamada La rebelión de los Mau-Mau y otra La batalla de Argel, sobre los temas homónimos. En esa misma colección se editó un libro de Dante Crisorio titulado Argel 1973. Las naciones unidas del Tercer Mundo.

## Persecución y dictadura
En 1969 la dictadura de Juan Carlos Onganía aplica la Ley Nacional 17.401 de represión de las actividades comunistas, redactada por Guillermo Borda para prohibir la circulación de Siglomundo. La historia documental del siglo XX. Dada esta ley, que establece en su artículo 2 que la encargada de vigilar las actividades comunistas será la SIDE Secretaría de Inteligencia del Estado, la DIPBA Dirección de Inteligencia de la Provincia de Buenos Aires produce un informe donde se informa que:

«se comprueba la existencia de los siguientes ejemplares que forman parte de la Colección Siglo-Mundo, algunos de los cuales por su contenido de
propaganda comunista se hallan incursos en Infracción a la Ley Nacional 17.401 que reprime tales actividades». DIPBA.

De esta forma, la publicación de Siglomundo quedó truncada.
En 1974 la Triple A secuestró y asesinó a Daniel Luaces, trabajador del Centro, luego de que votara en una asamblea estudiantil contra la gestión de Alberto Ottalagano, interventor de la Universidad de Buenos Aires. Spivacow, junto con Oscar Díaz, debieron identificar el cuerpo de Luaces en la morgue. Spivacow continuó pagándole el sueldo de Luaces a su madre.
Sus libros, colecciones y escritores fueron sistemáticamente perseguidos por las dictaduras militares, sobre todo por la inaugurada a partir de 1976 con la Dictadura Cívivo-Militar. Era habitual que grupos comandos colocaran bombas en las instalaciones de la editorial. En ocasiones, cuando no se los intimidaba mediante la amenaza física, se los perseguía fiscalmente como modo de control de las actividades de la editorial. También se le inició un proceso judicial a Boris Spivacow por "publicación y venta de material subversivo", y también se ordenó la quema de libros pertenecientes a la editorial CEAL y a EUDEBA.
El 3 de octubre de 1978, la resolución Nro. 2977 del Ministerio de Educación publicaba la lista de libros prohibidos para uso, tenencia y/o recomendación de los libros que se incluían en la lista. Entre ellos figuraba la colección "Historia presente", del CEAL. Violar la resolución era considerado una "falta grave", y quien la violara debía atenerse a las sanciones disciplinarias correspondientes.
El 7 de diciembre de 1978, inspectores municipales y el Cuerpo de Caballería de la región, allanaron y clausuraron los depósitos que el Centro Editor alquilaba en Avellaneda. Héctor Gustavo de la Serna, un mayor retirado del ejército que actuaba como juez federal en la ciudad de La Plata, dictaminó la aplicación de la Ley 20.840 y junto con la clausura de los depósitos, ordenó apresar a catorce empleados del Centro, acusándolos de haber infringido la Ley 20.840. Spivacow se presentó voluntariamente al juez para declararse como único culpable del delito que se le imputaba.

«Una de las tantas prohibiciones de "distribución, venta y circulación en todo el territorio de la Nación" que recayeron sobre libros del Centro Editor aduce que "el análisis de la obra en cuatro tomos La historia presente revela el uso de una cronología parcialmente seleccionada de hechos en el orden mundial, en particular ocurriendo en América Latina y en nuestro país, cuyo tratamiento expositivo no es otra cosa que una apología del fenómeno terrorista. En este sentido la obra divulga los hechos, imágenes y propuestas de los delincuentes terroristas más notorios de la subversión armada e ideológica que asoló al país en los últimos veinte años". El decreto N° 2322, de noviembre de 1980, lleva la firma de Jorge Rafael Videla y de Albano Harguindeguy». Antonio Arnaldo María Morante.

El Informe de Inteligencia, elaborado luego de la clausura, distinguió entre:

«Material no cuestionable: Se encuentran entre los mismos gran cantidad de ejemplares de Amalia, tomo 1 y 2, autor José Mármol; El matadero y La cautiva de Esteban Echeverría; otros textos didácticos de química, matemáticas, economía etc. y fascículos coleccionables de Los hombres de la Historia, de diversos autores, donde se exaltan la personalidad de los grandes hombres sin distinción de épocas ni puntos geográficos, si bien entre los mismos se encuentran los fascículos destinados a Stalin, Lenin, Hitler y otros políticos de extremos ideológicos, solamente la edición se remonta a la simple evocación de hechos trascendentes de sus vidas, sin desviaciones ni exaltaciones políticas».

«Material cuestionable: En el mismo, podemos constatar la existencia de libros tales como Sociedad e Ideología, de Marx y Nietzsche, Existencialismo, marxismo y empirismo lógico, El imperialismo, defensa y crítica, Las reformas económicas de la Europa socialista, donde es notable la apología del sistema marxista. Se destaca en este tipo de material, las ediciones de los fascículos El movimiento obrero, Documento Popular, Transformaciones, Siglomundo, en la que se aprecian la tendencia exclusiva de magnificación de hechos revolucionarios en el mundo, etapas socialistas obreras, violencia anti-imperialismo, organizadores subversivas extranjeras (Frente Sandinista de Liberación Nacional, Movimiento de Liberación Nacional Cubano, Guerrilla Vietnamita, Revolución Socialista Peruana) también en estas ediciones es destacable las notas de críticas disociantes a los sistemas democráticos, Iglesia católica, militarismos etc."».Informe de Inteligencia de la Dirección General de Inteligencia

Definida la clasificación, el informe concluye que "sólo el 30 por ciento cuestionable es atentatorio a la realidad social actual de nuestro país (...) propiciando éstas la difusión de ideologías, doctrinas, sistemas políticos económicos o sociales marxistas, tendientes a derogar los principios sustentados por nuestra Constitución". Entre otras salvedades destaca "que en los mismos no se hace mención de organizaciones subversivas proscriptas en Argentina y que de los ejemplares analizados no existen antecedentes de prohibición en el organismo interviniente".
De esta forma, el 25 de marzo de 1980, el juez Héctor Gustavo de la Serna dictamina que deberá quemarse ese 30% de material cuestionable, nada menos que un millón y medio de ejemplares. El 26 de junio de ese mismo año se queman las publicaciones en un baldío de la localidad de Sarandí. La causa dictaminó que el acusado, José Boris Spivacow, debía estar presente durante la quema para dar cumplimiento a la orden judicial.
También se quemaron libros del CEAL en la Universidad Nacional del Sur, en Córdoba y en Rosario, con la quema de los libros de la biblioteca Constancio Vigil.

## Derechos de autor
La violación de los derechos de autor constituye parte del anecdotario sobre Spivacow y el CEAL. En efecto, en muchas ocasiones se arreglaban las traducciones para esconder a los traductores originales, o se buscaban obras del dominio público para evitar el pago de derechos. Los escritores no cobraban por las reediciones que proponía Spivacow y que dirigían los diferentes directores. Beatriz Sarlo recuerda su trabajo en la dirección de la colección de Biblioteca Fundamental del Hombre:

«Todos los libros de literatura extranjera los elegía yo, y la forma de seleccionarlos era la misma que utilizamos también en otras colecciones: recorrer las librerías de viejo y fijarse qué libros estaban fuera de derechos. Una vez que los elegíamos, de algunos títulos encargábamos una nueva traducción y, en otros, aplicábamos ese famoso método inventado por el Centro Editor que -en el mejor de los casos- era una sinonimia: se tomaba una vieja traducción
y se le hacía una corrección de estilo exhaustiva para que no pudiera ser reconocida, a veces se trabajaba a partir del original, y a veces sin él». Beatriz Sarlo

En la Revista Primera Plana, del 5 de noviembre de 1968, se menciona el caso de Néstor Sánchez:

«Más afortunado que Filloy, Néstor Sánchez (Nosotros dos, Siberia Blues) se transformó en el cuentista mejor pagado de la Argentina gracias a que sus derechos no fueron respetados: CEDAL cometió el error de utilizar indebidamente textos de Sánchez en una antología, y el resultado fue que las arcas de Spivacow se vieron obligadas a ceder trescientas ochenta mil pesos a las del escritor, "Yo tenía mucho interés, en que esos relatos no volvieran a aparecer —explica Sánchez—, porque consideraba que pertenecían a una etapa superada de mi creación. Inicié juicio tres días antes de la distribución y llegamos a un arreglo». Revista Primera Plana

En el libro de Judith Gociol, Francisco Ferrara rememora:

«La sinonimia era una actividad delictuosa. Tomábamos un libro que estaba traducido por algún señor o alguna señora y donde decía Las nubes teñían el panorama de gris, poníamos: En esa tarde, la tierna grisura de las nubes.... Cambiábamos un poco las palabras y listo. No nos podían cobrar nada. Me acuerdo de algunos libros en los que yo hice esa maniobra, y confieso que algunas páginas quedaron mejor que en la traducción original. Entre nosotros nos jorobábamos y decíamos: "che, a ver, te doy las dos versiones, decime cuál es la buena". Y varias veces ganaba la mía». Francisco Ferrara, entrevistado por Gociol.

El título Nro. 61 de la colección La historia popular. Vida y milagros de nuestro pueblo llevaba por nombre Los fusilamientos de la Patagonia, y estaba escrito por Oscar Troncoso, quien dirigió varias colecciones del Centro. En el libro, Oscar citó un artículo que el escritor Osvaldo Bayer había publicado en la revista Todo es historia junto con dos mapas realizados por su hijo. Osvaldo Bayer le inició a Troncoso juicio por plagio de las imágenes, el juicio duró diez años y fallaron en contra de Troncoso, quien tuvo que pasar siete meses en la cárcel de Devoto, desde el 26 de diciembre de 1979 al 25 de junio de 1980.

## Rescate histórico de la memoria y fondos documentales
En el año 2006, la Biblioteca Nacional comenzó a reunir la bibliografía del Centro Editor de América Latina. En 2008 la Biblioteca Nacional publicó el libro Más libros para más. Colecciones del Centro Editor de América Latina. El 21 de marzo de 2006, se bautizó a la plaza ubicada en Las Heras y Austria, de la Biblioteca Nacional, con el nombre de Boris Spivacow.
El fondo documental que la Biblioteca Nacional guarda del archivo del Centro Editor de América Latina consiste en cuatro cajas de archivo y un sobre con láminas relacionadas con la labor del CEAL y de Spivacow. Entre los documentos, hay libros, fascículos, láminas, mapas y cuadros, cartas, notas, fotografías digitales y en papel, recortes de prensa, entrevistas, fascículos y libros con marcas de edición, invitaciones a homenajes, audios de entrevistas realizadas entre 2006 y 2007 a diferentes personas vinculados al CEAL y otros documentos administrativos del CEAL.
En el año 2010, el diputado Antonio Arnaldo María Morante presentó un proyecto de resolución a la Cámara de Diputados de la Nación para "Expresar reconocimiento a la trayectoria cultural del Centro Editor de América Latina - CEAL - Al conmemorarse el 30º aniversario de la quema de alrededor de un millón y medio de ejemplares de esa editorial por la última dictadura militar, el 26 de junio de 2010".

## Publicaciones individuales
Si bien la mayoría de los libros eran publicados en colecciones, hubo algunos libros que tuvieron una existencia independiente de colecciones.
- Argentina 1983. Fue una coedición entre el Centro Editor de América Latina y el CISEA (Centro de Investigaciones Sociales sobre el Estado y la Administración), de la Facultad de Economía de la Universidad de Buenos Aires. El CISEA editó durante nueve años (1982 - 1990), bajo la dirección editorial de Norman Enz, un boletín conocido como El bimestre de CISEA, que reunía las principales noticias periodísticas publicadas.[27] En 1983, dado el momento histórico crucial (fin de la dictadura militar - ascenso de Raúl Alfonsín) Spivacow sugirió hacer una edición en conjunto, en forma de anuario. Argentina 1983 salió en el año 1984, la dirigieron Norman Enz y Margarita Pontieri por el CEAL, pero la edición tuvo escaso éxito de ventas, por lo que no se volvió a repetir al año siguiente.
- En 1991 se edita Del Topito Birolo y de todo lo que pudo haberle caído en la cabeza. Este cuento infantil narra la historia del Topito Birolo, a quien un día le caen heces sobre la cabeza.[28] El cuento juega con la omisión de la palabra caca y las imágenes sugerentes[29] para establecer una complicidad con sus lectores. El texto fue escrito por el alemán Werner Holzwarth y las ilustraciones son de Wolf Erlbruch, también alemán.
- Obras escogidas de Oscar Varsavsky. Este libro iba a ser parte de la colección Figuras de América, que nunca llegó a ver la luz.

## Colecciones
El CEAL llegó a editar casi 5.000 títulos agrupados en 78 colecciones. Muchas ediciones eran fasciculares, generalmente de baja calidad de papel para abaratar sus costos. Algunas colecciones destacadas son: Los cuentos de Chiribitil, Los fundamentos de las ciencias del hombre, Capítulo. La historia de la literatura argentina. Biblioteca argentina fundamental, Atlas total de la República Argentina y Siglomundo. La historia documental del siglo XX.

## Personas destacadas que trabajaron o colaboraron en el CEAL
Muchos intelectuales, escritores y artistas iniciaron su carrera en el Centro Editor de América Latina.
- Graciela Cabal
- Alberto Plá
- Graciela Montes
- Beatriz Sarlo
- Jorge Lafforgue
- Aníbal Ford
- Elena Chiozza
- Alcira Argumedo
- Jaime Rest
- Oscar Troncoso
- Carlos Damian Rodríguez